# Gare de Saint-Riquier
Ne doit pas être confondue avec la gare de Nice-Riquier.
La gare de Saint-Riquier est une ancienne gare ferroviaire française de la ligne de Fives à Abbeville, située sur le territoire de la commune de Saint-Riquier, dans le département de la Somme, en région Hauts-de-France.
Elle est mise en service en 1879 par la Compagnie du Nord, avant d'être définitivement fermée en 1989 par la Société nationale des chemins de fer français (SNCF). Le bâtiment voyageurs est détruit en 2014.

## Situation ferroviaire
Établie à 30 mètres d'altitude, la gare de Saint-Riquier est située au point kilométrique (PK) 122,410 de la ligne de Fives à Abbeville (à voie unique ; déferrée et déclassée entre Saint-Pol-sur-Ternoise et Abbeville), entre les gares fermées d'Oneux-Neuville et de Neufmoulin.

## Histoire

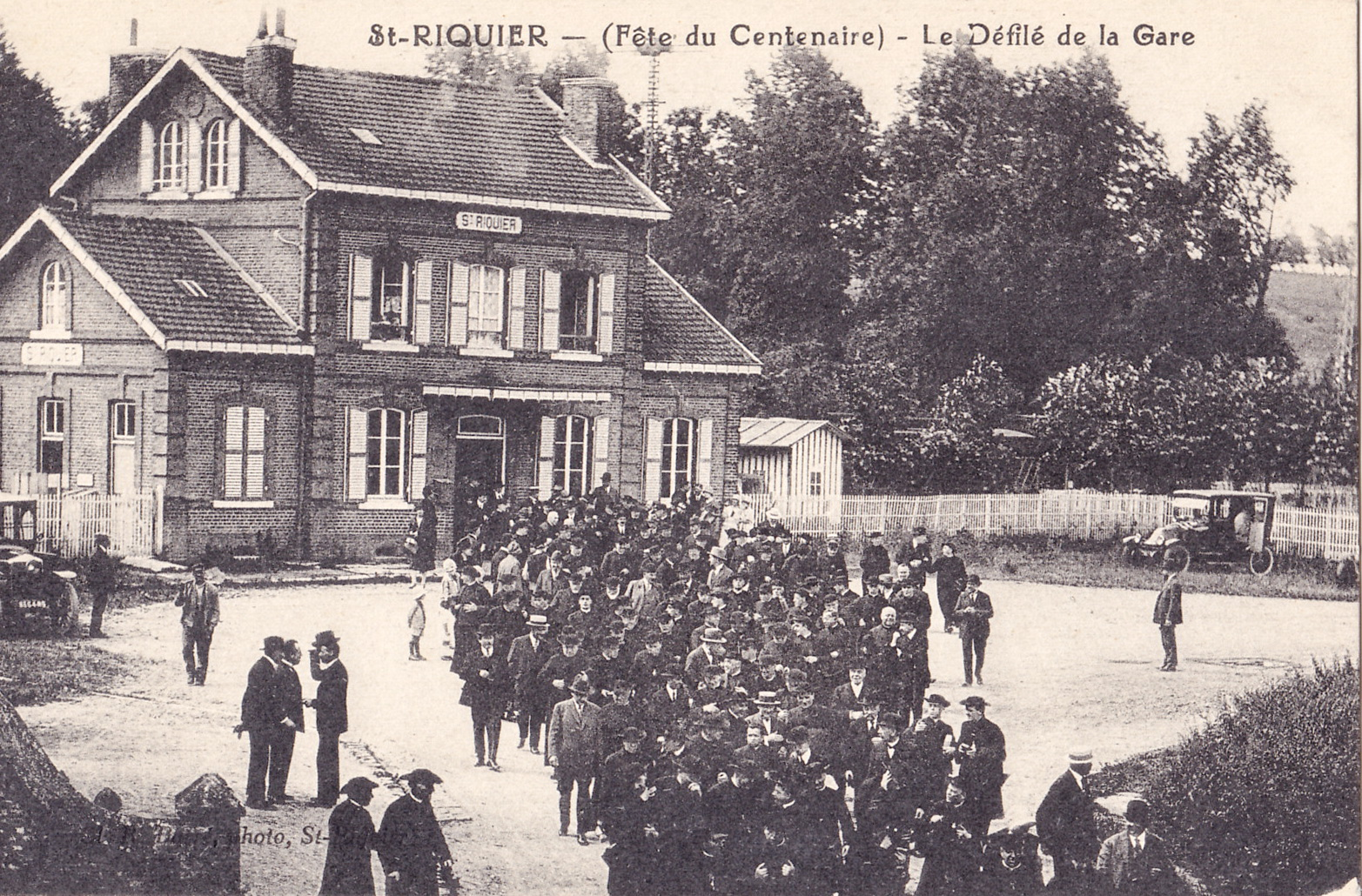
La gare lors de la « Fête du Centenaire », avant la Première Guerre mondiale.

Cette gare est mise en service à l'ouverture de la section d'Abbeville à Frévent de la ligne de Fives à Abbeville, par la Compagnie des chemins de fer du Nord, en juin 1879.
Elle intègre, à sa création le 1er janvier 1938, le réseau de la SNCF. Elle est fermée au trafic voyageurs le 18 décembre 1956 (néanmoins, un unique aller-retour spécial Abbeville – Auxi-le-Château, organisé par le comité des fêtes de cette dernière commune, dessert Saint-Riquier en 1980). En 1960, la gare dispose de plusieurs voies de service et dessert trois embranchements particuliers (dont celui de la coopérative agricole qui la jouxte). La fin du trafic fret intervient en 1989. La section Auxi-le-Château – Abbeville de la ligne est déclassée du réseau ferré national le 17 octobre 1994, puis déferrée en 1998.

## Patrimoine ferroviaire
Sur la section Abbeville – Auxi-le-Château, la plate-forme ferroviaire est devenue (par étapes successives entre 2002 et 2015) une voie verte, nommée La Traverse du Ponthieu.
Le bâtiment voyageurs, régulièrement squatté et très délabré à défaut d'entretien, servant en outre ponctuellement de site d'entraînement pour les pompiers, a été racheté à la SNCF par la commune de Saint-Riquier. Mal situé pour être facilement transformé en habitation — ou pour une autre fonction — (car il est voisin d'une coopérative agricole) et en raison d'un coût élevé de réhabilitation (supérieur à 600 000 euros), le conseil municipal de cette commune vote en juin 2014 sa démolition (opération nécessitant au préalable un désamiantage) ; celle-ci est réalisée du 12 au 14 novembre de la même année, de même que pour l'annexe sanitaire. La plaque en émail indiquant le nom de la gare, qui était placée sur le fronton, est d'abord conservée par la commune. Le terrain ainsi libéré est revendu à ladite coopérative en 2017, afin d'y construire un bâtiment de stockage de produits phytosanitaires ; la plaque précitée a été apposée sur ce dernier.
Par ailleurs, les deux quais (dont l'un est totalement recouvert par la végétation) subsistent. Un panneau explicatif, rappelant aux promeneurs empruntant la voie verte l'existence passée de la gare, a été installé. De surcroît, côté rue, la présence de l'ancien café de la gare et hôtel des voyageurs (établissement reconverti en habitation privée) rappelle aussi l'histoire ferroviaire du lieu.

## Service des voyageurs
Saint-Riquier est, de fait, fermée à tout trafic ferroviaire.
Néanmoins, les lignes 714 et 726 du réseau d'autocars « Trans'80 » desservent la commune. Elles permettent de rejoindre la gare d'Abbeville.